# Церква святого великомученика Димитрія Солунського (Плотича)
Церква святого великомученика Димитрія Солунського в Плотичі — парафія і храм Тернопільського благочиння Тернопільської єпархії Православної церкви України в селі Плотича Тернопільського району Тернопільської области.

## Історія церкви
Будівництво костелу було завершено у 1883 році. Розпочав його пан Коритовський, а закінчував його вірний слуга Гавриїл. Під час війни будівля зазнала значних руйнувань. Після війни приміщення використовувалося як колгоспний склад для зерна та металу, а згодом — як цех для виготовлення свічок.
У 1990 році православна громада на чолі зі священником Василем Павлишиним перейшла до приміщення костелу. Незважаючи на важкі часи, храм вдалося відновити за 4 місяці завдяки спільній праці всіх жителів села. 8 листопада того ж року, на свято Дмитра, церкву освятили. Зараз у ній є все необхідне для проведення богослужінь.

## Парохи
- о. Василь Павлишин (з 1990).